# Nettersheim
Nettersheim település Németországban, azon belül Észak-Rajna-Vesztfália tartományban. Lakosainak száma 8676 fő (2023. december 31.). Nettersheim Kall, Bad Münstereifel, Blankenheim és Hellenthal községekkel határos.

## Népesség
A település népességének változása:
| Lakosok száma | 5778 | 7469 | 7395 | 7467 | 7801 | 7991 | 8676 |
|               | 1975 | 2015 | 2017 | 2019 | 2021 | 2022 | 2023 |